# Private Equity
Private Equity (deutsch außerbörsliches Eigenkapital oder privates Beteiligungskapital) ist in der Betriebswirtschaftslehre der Anglizismus für eine Form des Beteiligungskapitals, bei der die vom Kapitalgeber eingegangene Beteiligung an Unternehmen nicht an geregelten Märkten (Börsen) handelbar ist. Die Kapitalgeber können private oder institutionelle Anleger sein; häufig sind es auf diese Beteiligungsform spezialisierte Kapitalbeteiligungsgesellschaften, die daher auch Private-Equity-Gesellschaften (PEG) genannt werden. Die verwalteten Vermögen in Private Equity belaufen sich weltweit auf 8,7 Billionen US-Dollar.
Wird das Kapital jungen Unternehmen (Start-ups, Unternehmensgründungen) bereitgestellt, spricht man von Wagniskapital oder Risikokapital (englisch venture capital), da dies naturgemäß ein hohes Finanzrisiko in sich birgt. Die entsprechenden institutionellen Anleger werden Wagnisfinanzierungsgesellschaften oder Venture-Capital-Gesellschaften (VCG) genannt. Bei jungen Unternehmen, die die Gründungsphase bereits hinter sich haben und auf starkem Wachstumskurs sind, wird der Begriff des Wachstumskapitals (englisch Growth capital oder Growth equity) immer gebräuchlicher. Wachstumskapital schließt die Lücke zwischen Venture Capital und Private-Equity-Investments in bereits etablierten Unternehmen. Ebenso wie die Venture Capital-Gesellschaften (VCG) sammeln auch die Private-Equity-Gesellschaften (PEG) finanzielle Mittel bei institutionellen Anlegern wie etwa Banken oder Versicherungen, in einigen Fällen auch direkt bei vermögenden Privatpersonen.

## Geschichte
Vor dem Zweiten Weltkrieg waren Risikokapitalinvestitionen die Domäne wohlhabender Einzelpersonen und Familien. So leitete 1901 J.P. Morgan wohl die erste fremdfinanzierte Übernahme durch privates Beteiligungskapital (Carnegie Steel Company). Direkt nach dem Zweiten Weltkrieg gründete Georges Doriot die American Research and Development Corporation (ARDC), die Investitionen des Privatsektors in Unternehmen förderte, welche von aus dem Krieg zurückkehrenden Soldaten geführt wurden.
In den 1950er und 1960er Jahren begannen private Investoren, in nicht börsennotierte Unternehmen zu investieren, um ihr Potenzial zu erschließen und zu verbessern. Diese Investoren kauften oft kleine Familienunternehmen, um sie zu restrukturieren und zu modernisieren. Als erstes Venture Capital-unterstützte Start-up-Unternehmen des modernen Private-Equity-Marktes gilt Fairchild Semiconductor, das den ersten kommerziell praktikablen integrierten Schaltkreis produzierte und 1959 von dem Unternehmen finanziert wurde, aus welchem später Venrock Associates hervorging.
Der ARDC wird die erste große Erfolgsgeschichte des Risikokapitals zugeschrieben, als ihre 1957 getätigte Investition von 70.000 Dollar in die Digital Equipment Corporation (DEC) nach dem Börsengang des Unternehmens im Jahr 1968 auf über 355 Millionen Dollar geschätzt wurde. In den 1970er Jahren begann Private Equity, sich als eine eigene Anlageklasse zu etablieren. Private-Equity-Fonds investierten in große Übernahmen von Unternehmen und führten umfassende Restrukturierungsmaßnahmen durch, um deren Wert zu steigern. In Deutschland begann die Deutsche Wagnisfinanzierungs-Gesellschaft mbH (WFG) 1975 mit dem Venture Capital-Geschäft. Ab den 1980er Jahren boomte die Branche und es entstanden viele neue Private-Equity-Firmen. In den 1990er und frühen 2000er Jahren veränderten sich die Investitionsstrategien von Private Equity und es wurde vermehrt in kleinere Unternehmen und Wachstumsunternehmen investiert. In der Schweiz spricht man seit den 1990er Jahren von Risikokapital-Gesellschaften (Venture-Capital-Gesellschaften). Bereits seit 2007 ist die VC-Branche der Schweiz in einem Verband – Swiss Private Equity & Corporate Finance Association (SECA) – organisiert. Seit der Finanzkrise von 2008 hat sich die Branche verändert. Die Regulierung ist strenger geworden und die Investitionsstrategien haben sich weiter diversifiziert.
Unmittelbar vor dem Ende seiner ersten Amtszeit setzte der US-Präsident Donald Trump ein Gesetz in Kraft, das den PEGs in den USA, an der Bundessteuerbehörde IRS vorbei außerordentliche Steuererleichterungen bot. Die New York Times schrieb im Nachgang, „Private Equity hat das amerikanische Steuersystem gekapert.“

### Heuschreckendebatte
In Deutschland ist Private Equity als Form der Beteiligungsfinanzierung in die öffentliche Kritik geraten. Ende 2004 wurde die Bezeichnung „Heuschrecken“ als Metapher stark genutzt. Im April 2005 stellte der damalige SPD-Vorsitzende Franz Müntefering einen Vergleich mit „Heuschreckenschwärmen“ an; Hintergrund der Äußerung war der zu jenem Zeitpunkt stattfindende Verkauf der Firma Grohe von einem Londoner Beteiligungsunternehmen an ein Konsortium.

### Reglementierung durch die EU
Als Reaktion auf die Finanzmarkt-Eurokrise 2010 hatte das Europäische Parlament im November 2010 die
Richtlinie 2011/61/EU über die Verwalter alternativer Investmentfonds (AIFM = Alternative Investment Funds Managers)
angenommen. Ziel dieser Richtlinie ist unter anderem die Reglementierung von Private-Equity-Fonds und Hedge-Fonds. Sie sollte bis Juli 2013 in allen europäischen Mitgliedstaaten in nationales Recht umgesetzt werden.
In Deutschland gelten mit dem Kapitalanlagegesetzbuch seit August 2013 die Neuregelungen aus der EU-Richtlinie. Alle Fonds unterliegen seitdem der Aufsicht der Bundesanstalt für Finanzdienstleistungsaufsicht (BaFin).

## Die Anlagestrategie von Private Equity

### Private Equity mittels Leveraged Buy Out oder Management-Buy-Out
Die Private-Equity-Gesellschaften suchen gezielt Unternehmen aus, deren Rendite/Risiko-Verhältnis günstig ist. Charakterisiert ist diese Situation zum einen dadurch, dass das ideale Zielunternehmen (Target) hohe und stabile Cashflows aufweist. Darüber hinaus sollte es über Markteintrittsbarrieren für potentielle Konkurrenten verfügen. Hinsichtlich seines Kapitalbedarfs für das laufende Geschäft bestehen keine größeren Ansprüche (etwa für Neuinvestitionen bzw. Forschung und Entwicklung). Daher können PE-Transaktionen oft in Form eines Leveraged Buy Out (LBO) vollzogen werden. Darunter ist zu verstehen, dass die Beteiligung mit einem hohen Anteil an Fremdkapital realisiert wird. Selbst wenn die PEG finanzielle Eigenmittel gesammelt hat, wird sie für eine Beteiligung weitgehend Fremdkapital heranziehen. Die Erwartung des Erwerbers im LBO basiert auf dem sog. Leverage-Effekt. Durch den geringen Einsatz von Eigenmitteln lässt sich eine hohe – für die PEG attraktive – Eigenkapitalrentabilität erzielen, solange die Gesamtkapitalrentabilität höher ist als die Fremdkapitalzinsen. Voraussetzung ist, dass das Zielunternehmen einen ausreichend hohen freien Cashflow erwirtschaftet, mit dem die Verbindlichkeiten getilgt werden.
Dazu ein Beispiel: Selbst wenn eine PEG, die über ein Fondsvolumen von 1 Mrd. Euro verfügt, eine Beteiligung zu einem Preis von 400 Mio. Euro erwirbt, wird sie soweit möglich nur 100 Mio. Euro aus ihren gesammelten Eigenmitteln aufwenden; die restlichen 300 Mio. Euro werden durch Fremdkapital (in der Regel eine Kombination von Bankkrediten und -darlehen, Schuldverschreibungen und sogenanntem Mezzanine-Kapital) finanziert. Dadurch wird die Rendite des eingesetzten Eigenkapitals gesteigert (Leverage-Effekt).
Im Rahmen von sogenannten Management-Buy-Outs (MBO) werden etablierte Unternehmen oder Teile von ihnen durch das vorhandene Management übernommen. Da die einzelnen Manager i. d. R. nicht in der Lage sind, den Kaufpreis aufzubringen, wenden sie sich an Private-Equity-Gesellschaften. Diese beteiligen sich nach o. g. Modell an dem Unternehmen. Im Ergebnis sind damit PEG und Management gemeinsam an dem Unternehmen beteiligt, wobei das Management in der Regel günstigere Konditionen genießt und damit in der Regel schneller einen Kapitalgewinn erwirtschaften kann als die PEG.

### Private-Equity-Gesellschaften
Während Private-Equity-Firmen, die im Fachjargon auch als Financial Sponsors bezeichnet werden, sich im angloamerikanischen Wirtschaftsraum bereits seit den 1980er Jahren betätigen, sind diese Finanzinvestoren ab 2000 auch stark in Europa tätig. Typischerweise sammeln die PEG Gelder bei ihren Investoren über von ihnen aufgelegte Fonds ein; diese Fonds haben eine begrenzte Laufzeit (oft 7 – 10 Jahre), über welche der Sponsor das eingesammelte Kapital investiert; spätestens am Ende der Fondslaufzeit veräußert der Fond seine Beteiligungen, um die Rückzahlung des eingesetzten Kapitals und möglicher Gewinne an die Investoren zu ermöglichen. Die PEG erhält als Fondsmanager eine jährliche laufende Verwaltungsgebühr auf das verwaltete Kapital und einen Anteil an den Gewinnen.
Für in PEG investierende Banken, Versicherungen, Pensionskassen, vermögende Privatleute oder amerikanische Privatuniversitäten sind Private-Equity-Fonds eine Möglichkeit, sich am Kapitalmarkt zu betätigen, ohne im Misserfolgsfall einzelner Investments finanziell in voller Höhe in Haftung genommen zu werden. Würden die Investoren direkt in die Targets investieren, hätten sie aufgrund des Eigenkapitalcharakters der Investition als Gesellschafter bei einem Misserfolg des Targets im äußersten Fall mit einem Verlust in voller Höhe des Investments zu rechnen. Durch die Diversifikation (Investition in verschiedene Targets) der PEG wird das Verlustrisiko jedoch auf alle Investoren des Fonds verteilt, so dass bei Ausfall einer Investition nur der anteilige Verlust auf den einzelnen Investor entfällt, der zudem bei ansonsten positivem Verlauf der Investitionen der PEG durch Gewinne aus anderen Beteiligungen kompensiert wird.
Hinzu kommt, dass die Vertrags- und Beteiligungsstrukturen einer PEG nicht öffentlich sind, so dass weder Investitionen noch Investoren nach außen bekannt sind und damit auch die soziale Kontrolle über die Erwartung an die Gesellschafter eines Unternehmens entfällt, im Verlustfall über die ursprüngliche Einlage hinaus Gelder für den Fortbestand des betreffenden Unternehmens zur Verfügung zu stellen (Nachschusskapital). Im Fall einer öffentlich bekannten Beteiligung an einem Unternehmen nämlich müssen Investoren aufgrund ihrer gesellschaftlichen Verantwortung und zum Schutz ihres kaufmännischen Rufes ggf. den Vollverlust ihres Investments hinnehmen und werden darüber hinaus auch noch gedrängt, durch Garantien oder Zahlungen den Fortbestand des verlusttragenden Unternehmens zu garantieren – bei den PEGs dagegen bewahren die Investoren Anonymität und sind damit vor einer solchen finanziellen Haftung geschützt, was durch erhebliche Gebühren für das Fondsmanagement sowie durch überproportionale Erfolgsbeteiligungen zugunsten der Fondsinitiatoren erkauft wird. Da viele etablierte Gesellschaften nur institutionellen Investoren oder sehr vermögenden Privatpersonen offenstehen, bildet sich seit einigen Jahren auch ein Fonds-Segment für Kleinanleger heraus. Die meisten dieser sogenannten Retailfonds sind als geschlossene Fonds ausgelegt, die im Rahmen eines Dachfondskonzepts wieder in große Private-Equity-Fonds investieren, was jedoch zu einer doppelten Kostenstruktur führt.
Anteile an Fonds sind in der Regel nicht liquide und werden meist bis Ende der Laufzeit gehalten; nichtsdestotrotz hat sich ein Sekundärmarkt für Fondsanteile entwickelt. Jährlich werden mehr als 100 Milliarden US-Dollar im Sekundärmarkt gehandelt. Dieser wird sowohl von Investoren von Private-Equity-Primärmarktfonds als auch den Fondsmanagern selbst genutzt. Letztere sind im Durchschnitt preissensitiver als erstere und wollen durch Verkäufe auf dem Sekundärmarkt Liquidität generieren oder ein festgelegtes Portfolio-Zielband einhalten.

### Wirtschaftliche Bedeutung
Der weltweite Anteil von Private-Equity-Gesellschaften an Unternehmenskäufen lag im Jahr 2000 bei 3 Prozent. 2004 war er bei einem Volumen von 294 Milliarden US-Dollar auf 14 Prozent gestiegen. Um sehr große Konzerne kaufen zu können, bilden die Private-Equity-Gesellschaften teilweise Bietergemeinschaften.
Infolge der US-Immobilienblase und Subprime-Markt-Krise 2007 war Ende 2008 auch das Geschäft der Private-Equity-Gesellschaften insgesamt eingebrochen. 2009 betrug das Volumen der bekanntgegebenen Transaktionen in Deutschland nur noch 1,1 Mrd. Euro – ein Rückgang von mehr als 80 Prozent im Vergleich zum Vorjahr.

Das Volumen der weltweit bekanntgegebenen Deals betrug im April 2009 nur 9 Mrd. USD, nachdem es noch zwei Jahre zuvor, zur Hochzeit des Private-Equity-Booms, bei rund 120 Mrd. USD gelegen hatte.

## Venture Capital und Private Equity
Private Equity und Venture Capital sind beide Formen von Investition in Unternehmen. Private Equity bezieht sich auf den Kauf und die Übernahme von bestehenden Unternehmen, oft in einem fortgeschrittenen Stadium ihrer Entwicklung, um sie zu restrukturieren und zu verbessern, um ihren Wert zu steigern und sie dann in einigen Jahren zu verkaufen. Venture Capital hingegen bezieht sich auf Investitionen in junge, aufstrebende Unternehmen, die oft noch am Anfang ihrer Entwicklung stehen.
Bei Venture Capital als privatem Beteiligungskapital wird oftmals auch vom sogenannten Wagniskapital oder Risikokapital (englisch venture capital) gesprochen. Eine Beteiligung zeichnet sich dabei durch die folgenden Punkte aus:
- Es handelt sich um zu gründende oder gerade erst gegründete junge Unternehmen.
- Es geht primär um junge Branchen.
- Die Erträge aus einer solchen Beteiligung sind bei der Aufnahme der Beteiligung noch nicht absehbar. Mehr noch sind sie mit einem relativ hohen Risiko verbunden, das bis zum Totalverlust des eingesetzten Kapitals führen kann. Dem steht regelmäßig bei einem Gelingen eine deutlich überdurchschnittliche Rendite gegenüber.
- Die Venture-Capital-Gesellschaft (VCG) stellt nicht nur Kapital zur Verfügung, sondern darüber hinaus auch Management-Know-how, um den in der Regel unerfahrenen Unternehmensgründern zu helfen, aber auch, um die Beteiligung aus Sicht der VCG erfolgreich zu gestalten. Aus diesem Grund wird häufig auch von intelligentem Kapital gesprochen.

Ihre Berechtigung verdanken die Venture-Capital-Gesellschaften dabei vor allem dem Umstand, dass Unternehmensgründer in der Gründungsphase die zur Finanzierung nötigen Mittel häufig nicht aus ihrem privaten Vermögen aufbringen können. Kreditinstitute vergeben an junge Unternehmen wegen fehlender Kreditsicherung in der Regel keine Darlehen. Daher bietet diese Form der Kapitalbeschaffung eine Alternative zu traditionellen Finanzierungsformen.
| Vergleichskriterium         | Venture Capital                           | Private Equity (Buyout)                                             |
| --------------------------- | ----------------------------------------- | ------------------------------------------------------------------- |
| Kontrolle/Beherrschung      | meistens Minderheitsbeteiligung           | meistens Mehrheitsbeteiligung                                       |
| Kapitalfluss                | in das Beteiligungsunternehmen            | an den Vorbesitzer (= Verkäufer)                                    |
| Schwerpunkt der Beteiligung | junge und innovative Wachstumsunternehmen | etablierte mittelständische Unternehmen, zum Teil auch Großkonzerne |
| Haltedauer der Beteiligung  | fünf bis sieben Jahre                     | drei bis fünf Jahre                                                 |
| Grad der Einflussnahme      | hoher Einfluss auf das operative Geschäft | Einfluss auf das operative Geschäft                                 |
| Einsatz von Fremdkapital    | eher gering                               | hoch                                                                |
| Risikograd des Investments  | sehr hoch                                 | geringer als bei VC, abhängig vom Zielunternehmen                   |

## Kritik
Private-Equity-Unternehmen sind dafür bekannt, Unternehmen zu restrukturieren und zu rationalisieren, um den Gewinn zu steigern. Dies kann oft mit Stellenabbau und Arbeitsplatzverlust einhergehen. Private-Equity-Unternehmen finanzieren oft ihre Übernahmen durch hohe Verschuldung, um das Eigenkapitalrisiko zu minimieren. Dies kann jedoch dazu führen, dass die Schuldenlast für das Unternehmen zu hoch wird und es Schwierigkeiten hat, seine Schulden zurückzuzahlen.

Aufgrund der gelegentlichen Wahrnehmung von Private Equity als den Unternehmens- oder Belegschaftsinteressen entgegengesetzte Fremdbestimmung und der Möglichkeit zum schnellen Abzug des investierten Kapitals wie auch erzielter Erlöse, wird Private Equity gelegentlich auch sarkastisch als Vulture-Capital (deutsch etwa: „geierndes Kapital“) bezeichnet.